# Comté de Woodward
Le comté de Woodward est un comté situé au nord-ouest de l'État de l'Oklahoma aux États-Unis. Le siège du comté est Woodward. Selon le recensement de 2000, sa population est de 18 486 habitants.

## Comtés adjacents
- Comté de Woods (nord-est)
- Comté de Major (est)
- Comté de Dewey (sud)
- Comté d'Ellis (ouest)
- Comté de Harper (nord-ouest)

## Principales villes
- Fort Supply
- Mooreland
- Mutual
- Sharon (Oklahoma)|Sharon
- Woodward